# Fotolitografi
Fotolitografi är en teknik att på fotomekanisk väg överföra bilder till en litografisk plåt av zink eller sten.
En äldre teknik, övertrycksmetoden innebär att ett med gelatin överdraget och i bikromatlösning ljuskänsliggjort papper kopieras under ett strecknegativ och invalas med fet färg, varefter det läggs i vatten. På de belysta ställena har gelatinet blivit okänsligt för vatten, under det att de övriga suger till sig vatten varigenom färgen lossar och kan avlägsnas genom gnidning med en bomullssudd. Metoden uppfanns av Asser i Amsterdam 1857. På grund av att pappret oftast utvidgade sig och att endast streckteckningar kunde utföras ersattes de i stället från 1882 av den direkta kopieringsmetoden,  autolitografin (autolito), eller autotypi.
Autoliton innebar att stenen eller plåten direkt överdrogs med ett ljuskänsligt skikt, till exempel av äggvita och ammoniumbikromat, varefter den kopierades under ett negativ (streck eller raster) och invalsades med fet färg och nedlades i vatten. På de belysta partierna löses därvid färgskiktet, och plåten kan sedan behandlas som en vanlig litografi. Tekniken ersattes under 1900-talet att offsettrycktekniken.